# Xã Ben Wade, Quận Pope, Minnesota
Xã Ben Wade (tiếng Anh: Ben Wade Township) là một xã thuộc quận Pope, tiểu bang Minnesota, Hoa Kỳ. Năm 2010, dân số của xã này là 250 người.